# Germaine Dieterlen
Pour les articles homonymes, voir Dieterlen.

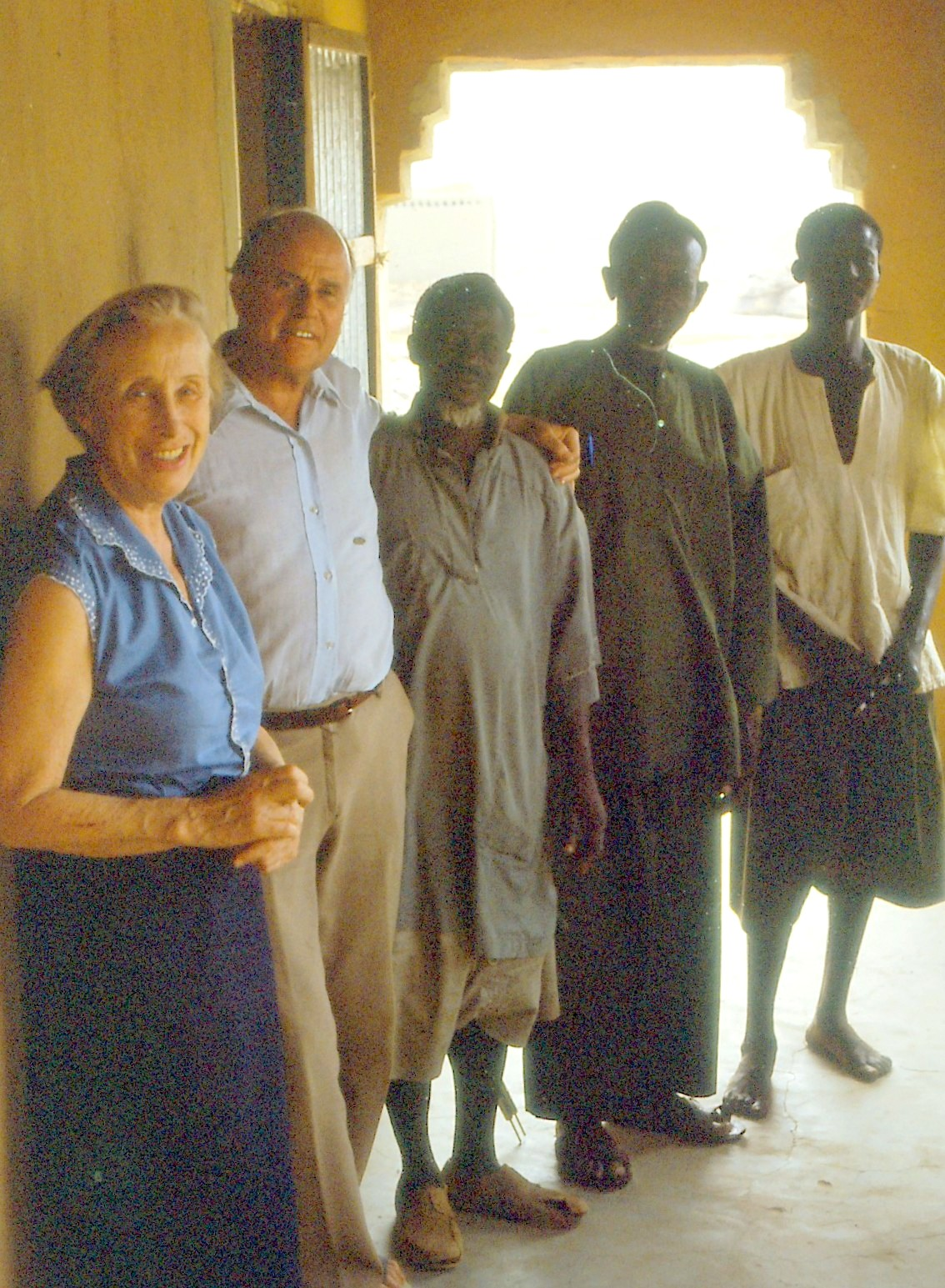
Les anthropologues français Germaine Dieterlen (1903-1999) et Jean Rouch (1917-2004) avec trois de leurs informateurs locaux, Sangha (Mali), 1980.

Germaine Dieterlen née Germaine Teissier du Cros, est une ethnologue et universitaire française,  le 15 mai 1903 à Paris et morte le 13 novembre 1999 à Paris (7e). Elle est directrice d'études à l'École pratiques des hautes études, titulaire de la chaire « Religions de l'Afrique noire », et spécialiste des religions traditionnelles africaines.

## Biographie
Germaine Teissier du Cros est issue d'une famille protestante des Cévennes. 
Elle est collaboratrice de Georges Henri Rivière au musée de l'Homme à partir de 1930. 
Infirmière de formation, elle passe son baccalauréat après avoir épousé en 1933 l'économiste Pierre Dieterlen. 
Sous la direction de Marcel Mauss, elle travaille au sein des ethnies Dogon et Bambara avec, entre autres, Marcel Griaule, Jean Rouch, Solange de Ganay et Denise Paulme.
Elle débute en 1937 ses recherches au Mali  où elle poursuit les travaux engagés par le repérage de la mission Dakar-Djibouti de Marcel Griaule. Elle soutient sa thèse d'État, intitulé Essai sur la religion bambara en 1948 et entre la même année au CNRS.
Elle est élue directrice d’études à l'École pratique des hautes études (5e section), titulaire de 1956 à 1972 de la chaire Religion de l'Afrique Noire à laquelle Michel Cartry lui succède en 1974. Elle dirige de 1969 à 1972 l'équipe de recherche du CNRS d'ethnosociologie comparée de l'Afrique noire, et la renomme « Étude des phénomènes religieux en Afrique occidentale et équatoriale ».
Elle est secrétaire générale de la Société des africanistes de 1957 à 1974.
En 1962, elle fait partie de l'équipe du CNRS RCP no 11 Objet et méthodes d'une ethnosociologie comparée de l'Afrique noire.
Fin 1968, la RCP 11 évolue, sous la direction de Germaine Dieterlen, pour devenir le Groupe de recherche 11, sous l'intitulé Étude des phénomènes religieux en Afrique occidentale et équatoriale. 
Elle préside en octobre 1971 le colloque La notion de personne en Afrique noire, dont les actes paraissent en 1973.
Un ouvrage collectif d'hommage intitulé Systèmes de signes lui est dédié. 
Elle est présidente du Comité du film ethnographique, qui siège au musée de l'Homme, de 1966 jusqu'à sa mort.
Elle est une référence majeure sur le terrain de l'anthropologie visuelle.
À l'instigation de Jean Rouch, des funérailles dogon sont célébrées en sa mémoire dans la falaise de Bandiagara, au Mali, en 2004.

## Œuvres

### Publications (sélection)
- Renard Pâle. Ethnologie des Dogon. Institut Français d'Ethnologie. Marcel Griaule (posthume) et Germaine Dieterlen. 1965 531 pp.
- Essai sur la religion bambara. Ed. de l'Université de Bruxelles, 264 p. 1996 (2° ed)
- Les Dogon :  Notion de personne et mythe de la création. L'Harmattan 115 pp
- Textes sacrés d'Afrique noire. Germaine Dieterlen, Collectif, et Amadou Hampâté Bâ. 306 pp.
- Le Titre d'honneur des Arou (Dogon, Mali). Paris 1982, 215 p.

### Films
Films sur les rituels des Dogons au Mali (Cérémonies du Sigui) (coréalisation avec Jean Rouch) :
- 1967 : L'Enclume du Yougo (38 min). Début des fêtes du Sigui. Les hommes rasés et vêtus du costume rituel du Sigui entrent sur la place publique en dansant la danse du serpent. Ils honorent les terrasses des grands morts des 60 dernières années.
- 1968 : Les Danseurs de Tyogou (27 min). Deuxième année du Sigui. Les hommes préparent les parures du Sigui avant de partir en procession vers les sites des anciens villages et revenir danser sur la place publique. Le lendemain la caverne des masques est préparée pour recevoir le grand masque à la fin des cérémonies.
- 1969 : La Caverne de Bongo (40 min). Troisième année du Sigui. Les dignitaires achèvent leur retraite dans la caverne du Bongo. Autour du vieil Anaï qui voit son troisième Sigui (il a donc plus de 120 ans) les hommes se préparent avant d'aller faire le tour du champ de lignage et boire la bière communielle.
- 1970 : Les Clameurs d'Amani (35 min). Quatrième année du Sigui. Interrogé par le chef de Bongo, le « renard pâle » donne la route du Sigui d'Amani. Précédé par les anciens, les hommes du Sigui commencent un itinéraire sinueux avant d'entrer sur la place rituelle.
- 1974 : L'Auvent de la circoncision (18 min). Septième et dernière année des cérémonies du soixantenaire du Sigui. Les trois dignitaires de Yamé sont partis à Songo visiter, dans les falaises, les auvents des cavernes dont les parois sont couvertes de peintures consacrées au Sigui.

Autres
- 1983  Sur les traces du Renard Pâle. avec Jean Rouch et Luc de Heusch -  texte en anglais et film en ligne